# Amt Lauterstein
Das Amt Lauterstein war eine im Erzgebirgischen Kreis gelegene territoriale Verwaltungseinheit des Kurfürstentums Sachsen.
Bis zum Ende der sächsischen Ämterverfassung im Jahr 1856 bildete es den räumlichen Bezugspunkt für die Einforderung landesherrlicher Abgaben und Frondienste, für Polizei, Rechtsprechung und Heeresfolge.

## Geographische Ausdehnung
Das Gebiet des Amts Lauterstein liegt im mittleren Erzgebirge östlich von Marienberg zwischen der Schwarzen Pockau und dem Oberlauf der Flöha. Im Süden grenzte das Amt an das Königreich Böhmen.
Die Exklave des „Einsiedler Walds“ mit seinen zweieinhalb Orten lag östlich von Neuhausen/Erzgeb. zwischen der Flöha im Norden und der Schweinitz im Süden. Sie wurde im Norden, Westen und Süden von der Herrschaft Purschenstein (ab 1696 zum Kreisamt Freiberg gehörig) umschlossen. Im Osten grenzte sie an das Königreich Böhmen.
1830 wurde diese Exklave mit dem Amt Frauenstein gegen deren Exklave „Hirschberger Wald“ im Seiffener Winkel östlich von Olbernhau mit seinen drei Orten und zwei Mühlen getauscht. Diese Exklave wurde im Norden durch die Flöha von der Herrschaft Pfaffroda getrennt, welche vor 1650 zur Herrschaft Purschenstein gehörte. Im Osten grenzte die Exklave an die Herrschaft Purschenstein, welche wie die Herrschaft Pfaffroda ab 1696 zum Kreisamt Freiberg kamen. Im Süden und Westen bildete die Schweinitz die Grenze zur böhmischen Gemeinde Brandau. Die Gemarkung der Gemeinde Brandau im Königreich Böhmen trennte die Exklave „Hirschberger Wald“ vom Gebiet des Amts Lauterstein (Olbernhau).

## Angrenzende Verwaltungseinheiten
|                 | Amt Augustusburg                            | Amt Wolkenstein (Exklave Rittergut Großhartmannsdorf) |
| Amt Wolkenstein | Kompassrose, die auf Nachbargemeinden zeigt | Kreisamt Freiberg (Herrschaft Purschenstein)          |
|                 | Königreich Böhmen                           |                                                       |

## Geschichte
Die ersten Besitzer des Amts Lauterstein waren im 13. Jh. die Herren von Schellenberg. 1275 bis 1293 kam es zu einer Fehde zwischen Heinrich und Ulrich von Schellenberg und dem Kloster Altzella bei Nossen. Dieser als „Schellenberger Fehde“ bezeichnete Streit endete 1319 mit der Verwüstung der Altzellaer Klostergüter durch Heinrich von Schellenberg. Daraufhin kam es zur Ächtung der Reichsministerialen von Schellenberg und zum Einzug ihres Besitzes. Die Herrschaft mit der Burg Lauterstein und dem Städtchen Zcobelin (Zöblitz) wurde infolgedessen im Jahr 1323 an die Burggrafen Albrecht von Altenburg und Otto von Leisnig verlehnt. 1434 wurde die Herrschaft Lauterstein von Kaspar von Berbisdorf für 4.000 Gulden von den bisherigen Besitzern gekauft. Seit der Leipziger Teilung 1485 war das Gebiet albertinisch. Das Amt Lauterstein wurde 1559 eingerichtet, nachdem Kurfürst August von Sachsen durch Kauf die Abtretung von Burg und der Herrschaft Lauterstein erzwang. 1639 wurde die Burg während des Dreißigjährigen Kriegs von schwedischen Reitern in Brand gesteckt und danach nicht wieder aufgebaut. Der Amtssitz wurde infolgedessen nach Zöblitz verlegt.
1653 kam es zu einer Flurteilung des Ortes Deutscheinsiedel in der östlich angrenzenden Herrschaft Purschenstein. Der vom sächsischen Kurfürsten gekaufte Anteil des Ortes östlich von Neuhausen/Erzgeb. mit dem Einsiedler Revier und dem Clausnitzer Wald kam als Exklave zum Amt Lauterstein. Um 1660 gründeten böhmische Glaubensflüchtlinge (Exulanten) in dieser Exklave die Orte Neuwernsdorf und Rauschenbach.
1830 fand zwischen den Ämtern Frauenstein und Lauterstein ein Gebietsaustausch statt. Das Amt Lauterstein erhielt als Exklaven den Hirschberger Wald östlich von Olbernhau mit den Exulantengründungen Hirschberg, Oberseiffenbach, Niederseiffenbach, den kurfürstlichen Anteil von Deutschkatharinenberg (2 Wohnhäuser) und den beiden Mühlen Nieder- und Oberlochmühle. Dafür erhielt das Amt Frauenstein den kurfürstlichen Anteil von Deutscheinsiedel und das Forstrevier Einsiedel mit dem Clausnitzer Wald und den darin befindlichen Exulantenorten Neuwernsdorf und Rauschenbach.
Kurz vor Auflösung des Amts kam im Jahr 1832 noch der Ort Nieder-Haselbach mit Neuhaselbach vom Amt Wolkenstein zum Amt Lauterstein hinzu.

## Zugehörige Orte
Hauptort des Amtes war der namensgebende Ort Lauterstein bei Marienberg mit der im Dreißigjährigen Krieg zerstörten Burg Lauterstein.
| Ort                                                                                         | heutige Ortszugehörigkeit                          | Bemerkungen |
| ------------------------------------------------------------------------------------------- | -------------------------------------------------- | --- |
| Niederlauterstein, Schlossmühle                                                             | Stadt Marienberg                                   | mit der Burg Lauterstein |
| Lauta, Lauterbach                                                                           | Stadt Marienberg                                   | |
| Pobershau (Amtsseite), Rittersberg                                                          | Stadt Marienberg                                   | Pobershau (Ratsseite) gehörte zum Amt Wolkenstein |
| Einsiedel-Sensenhammer, Rübenau mit Nieder- und Ober-Natzschung                             | Stadt Marienberg                                   | |
| Bergstadt Zöblitz                                                                           | Stadt Marienberg (seit 2013)                       | |
| Ansprung, Grundau, Sorgau                                                                   | Stadt Marienberg (seit 2013), davor: Stadt Zöblitz | |
| Olbernhau                                                                                   | Stadt Olbernhau                                    | Olbernhau ist erst seit 1902 Stadt |
| Leibnitzdörfel (Amtsseite)                                                                  | Stadt Olbernhau                                    | die Leibnitzmühle und ein Haus stehen unter dem Amt |
| Rittergut Olbernhau, Leibnitzdörfel                                                         | Stadt Olbernhau                                    | |
| Blumenau, Grünthal                                                                          | Stadt Olbernhau                                    | |
| Kupferhammer Grünthal                                                                       | Stadt Olbernhau                                    | |
| Rothenthal                                                                                  | Stadt Olbernhau                                    | 1626 von böhmischen Exulanten gegründet |
| Ober-Haselbach, Niederhaselbach mit Neuhaselbach                                            | Stadt Olbernhau                                    | Niederhaselbach gehörte vor 1832 zum Amt Wolkenstein |
| Pockau, Nieder-, Ober-Forchheim, Görsdorf, Nennigmühle, Neusorge mit Drachenwald, Wernsdorf | Stadt Pockau-Lengefeld, Ortsteil Pockau            | |
| Reifland, Lippersdorf                                                                       | Stadt Pockau-Lengefeld, Ortsteil Lengefeld         | |
| Kalkwerk                                                                                    | Stadt Pockau-Lengefeld, Ortsteil Lengefeld         | zugehörig zu Lauterbach |
| Obersaida, Mittelsaida, Niedersaida                                                         | Gemeinde Großhartmannsdorf                         | |
| Deutscheinsiedel (Lautersteiner Anteil)                                                     | Gemeinde Deutschneudorf                            | zur Exklave „Einsiedler Wald“, 1831 durch Gebietstausch zum Amt Frauenstein |
| Neuwernsdorf, Rauschenbach                                                                  | Gemeinde Neuhausen/Erzgeb.                         | beide 1660 von böhmischen Exulanten in der Exklave „Einsiedler Wald“ gegründet, 1831 durch Gebietstausch zum Amt Frauenstein |
| Hirschberg, Niederlochmühle                                                                 | Stadt Olbernhau                                    | Hirschberg wurde 1619 als Jagdhaus in der Exklave „Hirschberger Wald“ gegründet, kam 1831 durch Gebietsaustausch vom Amt Frauenstein zum Amt Lauterstein                                                                                       |
| Niederseiffenbach                                                                           | Gemeinde Heidersdorf                               | 1655 von böhmischen Exulanten in der Exklave „Hirschberger Wald“ gegründet, kam 1830 durch Gebietsaustausch vom Amt Frauenstein zum Amt Lauterstein                                                                                            |
| Oberseiffenbach                                                                             | Gemeinde Kurort Seiffen/Erzgeb.                    | 1660 von böhmischen Exulanten in der Exklave „Hirschberger Wald“ gegründet, kam 1831 durch Gebietsaustausch vom Amt Frauenstein zum Amt Lauterstein                                                                                            |
| Oberlochmühle                                                                               | Gemeinde Deutschneudorf                            | lag in der Exklave „Hirschberger Wald“, kam 1831 durch Gebietsaustausch vom Amt Frauenstein zum Amt Lauterstein |
| Deutschkatharinenberg (Lautersteiner Anteil)                                                | Gemeinde Deutschneudorf                            | 1650 von böhmischen Exulanten in der Herrschaft Purschenstein gegründet, ein Anteil (Amtsseite, 2 Häuser) kam 1830 durch Gebietsaustausch vom Amt Frauenstein zum Amt Lauterstein, ein Anteil (Herrschaftsseite) befindet sich im Amt Freiberg |

## Amtsleute
- Johann Valerian Fischer († 1716), Amtsschösser und Justizamtmann